# Plectolaimus supplementus
Plectolaimus supplementus is een rondwormensoort uit de familie van de Leptolaimidae. De wetenschappelijke naam van de soort is voor het eerst geldig gepubliceerd in 1988 door Keppner.